# Métaux spéciaux
 (août 2015).
Si vous disposez d'ouvrages ou d'articles de référence ou si vous connaissez des sites web de qualité traitant du thème abordé ici, merci de compléter l'article en donnant les références utiles à sa vérifiabilité et en les liant à la section « Notes et références ».
MSSA, anciennement Métaux spéciaux (qui n'est plus qu'une marque commerciale), est une entreprise française spécialisée dans la production de sodium par électrolyse ignée de sels fondus. En 2006, elle est parmi les plus gros producteurs mondiaux de sodium. Elle est le seul européen du secteur. Fin 2011, le groupe Alkaline, actionnaire de MSSA, a été acquis par la société japonaise Nippon Soda.

## Histoire
L'usine de Pomblière Saint Marcel, unique site de production, dite « La Volta » a été créée en 1898. En 1902, sa propriétaire, la société La Volta lyonnaise installe aussi à Pierre-Bénite, près de Lyon, la première usine française d'acide sulfurique anhydre pour répondre aux besoins de l'industrie, sous la direction de Georges Coutagne. En 1906, elle a permis la création de la première ligne à haute tension française, pour alimenter en électricité le Tramway de Lyon, via le réseau de la Société grenobloise de force et lumière sur une distance de 180 km, encore jamais atteinte en Europe, sur deux fils en laiton d'un diamètre de six millimètres. Le site de Saint-Marcel produit du sodium depuis 1923.
Au mois d'avril 2020, en pleine épidémie de Covid-19, 60 % des salariés de l'usine de Saint-Marcel se mettent en grève. Ils demandent une récompense exceptionnelle de la part de la direction car ils poursuivent leur activité professionnelle malgré la crise sanitaire en raison des pertes catastrophiques qu'engendrerait un report de l'activité, les fours ne pouvant être éteints plus de 24 heures.

## Métiers
Elle produit et commercialise du sodium et d'autres produits, tels que le chlore et l'eau de Javel, des oxydes de sodium et des dérivés de vanadium.

## Organisation

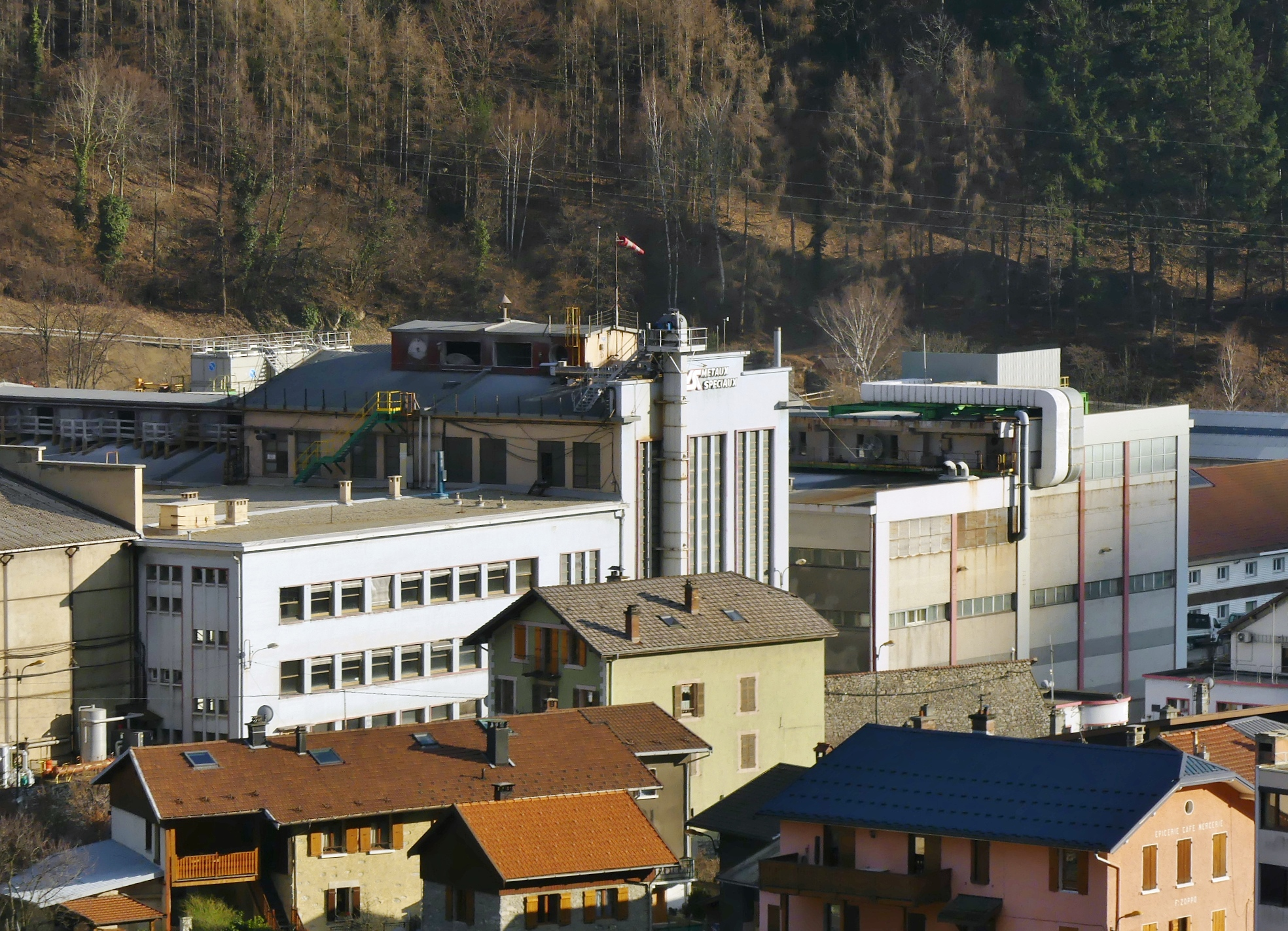
Site de MSSA à Saint-Marcel.

La seule usine de production du groupe est située en Tarentaise (Savoie) sur la commune de Saint Marcel au lieu-dit Pomblière.
En 2009, environ 240 personnes sont employées par l'entreprise, auxquelles s'ajoutent des intérimaires et sous-traitants. Plus de la moitié du personnel est postée et travaille en 5-8 pour assurer une production continue qui ne supporte exceptionnellement de très brèves interruptions (de 2 heures maximum).
Elle commercialise ses produits sous sa marque Métaux Spéciaux.

## Personnalités attachées à la société
- Années 1930. Georges Philippe, directeur de l'usine qui installa la 1re série d'électrolyse du chlorure de sodium fondu.
- Robert Soulat, directeur général jusqu'en 1994.
- 1991 - 1994. Jean Martinon, ingénieur au corps des Mines, directeur de l'usine de Pomblière, puis directeur général.
- 1994 - 2003. Jean-Marie Paepegaey, Ingénieur ESPCI, directeur général puis président de la société après sa sortie du groupe Pechiney. Il fit installer la deuxième série d'électrolyse du chlorure de sodium
- depuis 2004. Bruno Gastine, ingénieur diplômé de l'École centrale Paris, président actuel de la société qui fit construire un atelier relais à Houston (Texas - États-Unis)